# Río Corrib
El Corrib (en gaélico irlandés -Gaillimh  /  Abhainn na Gaillimhe) es un río que se encuentra en el oeste de Irlanda y tiene su curso entre el lago Corrib (Loch Corrib) y la bahía de Galway, donde desemboca tras atravesar la ciudad de Galway. Recorre tan sólo seis kilómetros entre el lago y el mar, por lo que suele decirse que es el más corto de Europa.
Hay quien defiende que el nombre correcto del río sería río Galway ( de Gaillimh). En gaélico se le llama a veces An Ghaillimh ("el Galway") y también Abhainn na Coiribe. La leyenda que cuenta el por qué del nombre del río dice que lleva el nombre por Gailleamh, la hija de un caudillo que se ahogó en el río. Se cree que la palabra Gaillimh significa pedregoso, en el sentido de "río pedregoso". Según una leyenda incorrecta, la ciudad tomaría su nombre de la palabra Gallaibh, "forasteros" i.e. "la ciudad de los forasteros", mientras que en realidad el nombre Gaillimh se aplicó primero al río y después a la ciudad. El asentamiento de Galway se llamó originalmente Dún Bhun na Gaillimhe, o "la ciudad del final del (río) Galway". 
El río dio su nombre al poblado, que creció hasta convertirse en ciudad, y desde 1570 la ciudad dio nombre al condado. 
Lough Corrib es la forma anglificada de Loch Coirib.